# Абаре
Абаре (порт. Abaré) - муніципалітет в Бразилії, входить в штат Баїя. Складова частина мезорегіони Валі-Сан-Франсіскану-да-Баія. Входить в економіко-статистичний мікрорегіон Паулу-Афонсу. Населення становить 15 252 особи (2006 рік). Займає площу 1693,690 км². Щільність населення - 9,0 чол./мм². Девіз - «Розвиток в умовах соціальної справедливості».

## Історія
Перша ферма з'явилася в 1-й половині XIX ст. Місто засноване 19 липня 1962 року.

## Економіка
Сільськогосподарський район (вирощування цибулі та помідорів, вівчарство). Народні ремесла.

## Туризм
Пляж Порто-Прайя з золотавим піском довжиною 400 м. Пам'ятки - площа Ніколя Толентіно, муніципальна площа, церква Санто-Антоніо.
Місцева команда з футзалу є однією з найкращих в штаті.

## Статистика
- Валовий внутрішній продукт на 2003 становить 28.837.389,00 реалів (дані: Бразильський інститут географії та статистики).
- Валовий внутрішній продукт на душу населення на 2003 становить 1.986,73 реалів (дані: Бразильський інститут географії та статистики).
- Індекс розвитку людського потенціалу на 2000 становить 0,595 (дані: Програма розвитку ООН).

## Географія
Клімат місцевості: напівпустеля.
| Бразилія | Це незавершена стаття з географії Бразилії. Ви можете допомогти проєкту, виправивши або дописавши її. |